# Robert Reibestein

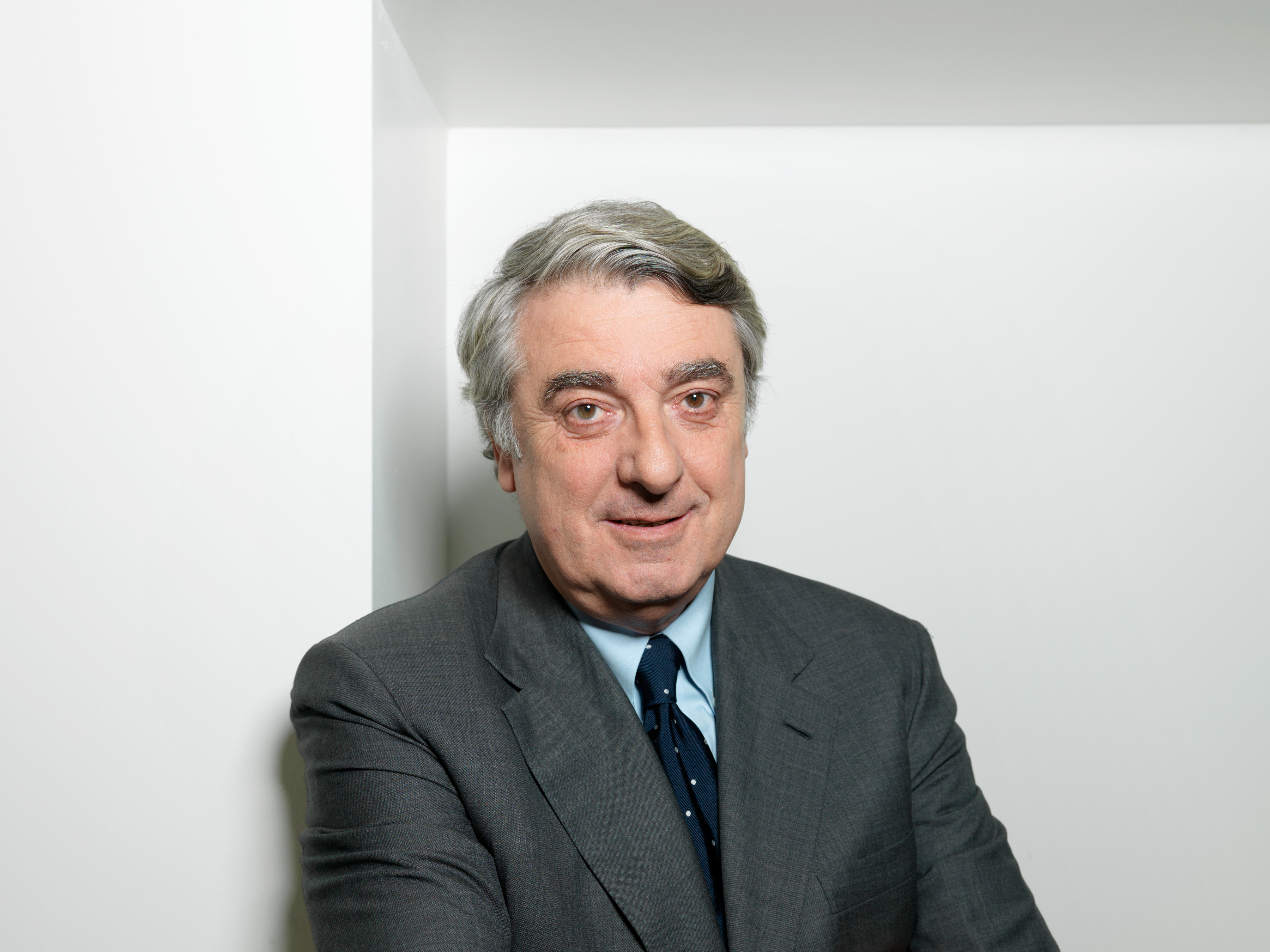
Robert Reibestein in 2014

Robert Wilhelmus Paulus Reibestein (Den Haag, 2 januari 1956) is sinds 1 januari 2012 als commissaris werkzaam bij ING Groep N.V. en commissaris bij IMC.

## Loopbaan
Reibestein studeerde aan de Universiteit Leiden en de Universiteit Delft, en behaalde daar een bachelor in Staatkundig Recht (1977) en een master Bedrijfskunde (1980). Na het afronden van zijn Master of Business Administration aan de Columbia Business School is hij in augustus 1982 zijn carrière begonnen aan het internationale adviesbureau McKinsey.
Vanaf juli 1995 tot september 2003 stond hij aan het hoofd van McKinsey in Nederland. Tussen 2003 en 2007 was hij verantwoordelijk voor de wereldwijde Banking & Insurance praktijk van de firma. In 2007 werd hij benoemd tot directeur van McKinsey Europa, Midden-Oosten en Afrika. Tijdens zijn carrière bij McKinsey heeft hij verschillende (inter)nationale bedrijven, in zowel de publieke als de private sector, geadviseerd. De laatste jaren bij McKinsey heeft hij zich voornamelijk gericht op het adviseren van financiële bedrijven/instellingen zoals banken, aandelen-en optiebeurzen, beleggingsfondsen en verzekeraars. Na een carrière van bijna 30 jaar bij McKinsey is hij 31 december 2011 met pensioen gegaan. Tot zijn pensioen maakte hij deel uit van de leiding van McKinsey wereldwijd als lid van het hoogste bestuursorgaan (Shareholders Council) en een aantal van de uitvoerende comités van de firma.
Gedurende zijn loopbaan bij McKinsey heeft Reibestein verschillende nevenfuncties bekleed: zo was hij o.a. vice-voorzitter van de raad van toezicht van Universiteit Leiden, vice-voorzitter van het hoofdbestuur van de VVD en voorzitter van het bestuur van het Koninklijk Concertgebouworkest. Hij is ook nu nog betrokken bij verschillende non-profit instellingen. Hij is vice-voorzitter van de raad van toezicht bij het Wereld Natuur Fonds, voorzitter van het curatorium van de Teldersstichting en voorzitter van de raad van toezicht van Springtij.